# Административное деление Чебоксар
Город Чебоксары разделён на 3 района.
В рамках административно-территориального устройства республики Чувашии, Чебоксары является городом республиканского значения, которому подчинены 2 пгт и 2 сельских населённых пункта; в рамках муниципального устройства он образует муниципальное образование городской округ  город Чебоксары , в который входят 5 населённых пунктов (город Чебоксары, 2 пгт и 2 сельских населённых пункта).
Районы города не являются муниципальными образованиями.

## Районы
| № | Район             | Площадь, км² | Население, чел. (2021) | Код ОКАТО  |
| - | ----------------- | ------------ | ---------------------- | ---------- |
| 1 | Калининский район |              | ↗172 945               | 97 401 365 |
| 2 | Ленинский район   |              | ↗132 609               | 97 401 368 |
| 3 | Московский район  |              | ↘192 253               | 97 401 371 |

## Микрорайоны[источникне указан 215 дней]
| Калининский район - Агрегатка - Альгешево - Аникеево - Большое Шахчурино - Вачал-касы - Восточный посёлок - Гремячево - Набережная - Новоюжный (восток) - Новый город - Пятино - Соляное - Чулочка - Южный посёлок | Ленинский район - Центр города - Будайка - Вурманкасы - Дубки - Коммунальная слобода - Кошкино - Новоюжный (запад) - Подчинённый району населённый пункт: - пгт Новые Лапсары | Московский район - Байконур - Заовражное - Исторический холм - Лесной - Радужный - Новоилларионово (Новое село) - Протопопиха - Северо-Западный - Чапаевский посёлок - Юго-Западный - Университет - Подчинённый району населённый пункт: - д. Чандрово | Заволжье (подчинённое городу территориальное управление) - Криуши - Октябрьский - Первомайский - Подчинённые городу населённые пункты: - пгт Сосновка - п. Северный |

## Населённые пункты
Городу Чебоксарам подчинены 2 пгт и 2 сельских населённых пункта, вместе с которыми он образует муниципальное образование городской округ город Чебоксары.
| № | Населённый пункт | Тип нп                  | Население | Подчинённость    |
| - | ---------------- | ----------------------- | --------- | ---------------- |
| 1 | Чебоксары        | город                   | ↗497 061  |                  |
| 2 | Новые Лапсары    | посёлок городского типа | ↘5913     | Ленинский район  |
| 3 | Северный         | посёлок                 | 477       | Заволжье         |
| 4 | Сосновка         | посёлок городского типа | ↘2242     | Заволжье         |
| 5 | Чандрово         | деревня                 | 813       | Московский район |

Подчинённые Чебоксарам населённые пункты (п. Северный, пгт Сосновка) с прилегающими территориями на противоположном берегу реки Волга составляют территориальное управление Заволжья в рамках муниципального образования городской округ города Чебоксары. Деревня Чандрово административно подчинена Московскому району города, посёлок городского типа Новые Лапсары — Ленинскому району.

## История
4 апреля 1973 года президиум Верховного совета Чувашской АССР принимает решение о разделении города Чебоксары на три административных района: Ленинский, Калининский и Московский.